# Dobbs (auteur)
Pour les articles homonymes, voir Dobbs.
Dobbs, de son vrai nom Olivier Dobremel, né le 21 décembre 1972 à Sète dans l'Hérault, est un scénariste français de bande dessinée. 
Un temps universitaire, il est devenu depuis le début des années 2000 formateur-conférencier en histoire du cinéma et scénariste dans le domaine de la BD, du jeu et de l'audiovisuel.

## Biographie

### Les débuts en écriture
Début des années 2000, Dobbs écrit plusieurs aides/scénarios de jeux de rôle pour la société Asmodée, ainsi que des planches de gags pour Le Journal de Mickey (avec Philippe Fenech au dessin). En 2009, il est publié en album chez l'éditeur Carabas avec le polar Welcome to Paradise (dessins de Simone Guglielmini). S'ensuivent deux tomes one-shot de la collection Serial Killer pour Soleil Productions : des biographies en bande dessinée de tueurs en série célèbres comme Ed Gein (dessins d'Alessandro Nespolino) et Ted Bundy (dessins d'Alessandro Vitti).

### Bande dessinée
Après l'expérience Serial Killer, Dobbs intègre la nouvelle collection 1800 (toujours pour Soleil Productions). Avec d'autres scénaristes, il se focalise sur un XIXe siècle réel ou imaginaire : ses premières séries s'inspirent du gothique fantastique (Mister Hyde contre Frankenstein) et de l'aventure exotique (l'adaptation BD des Mines du roi Salomon de Henry Rider Haggard) ou consistent en la réécriture de l'histoire (Alamo). Membre de la communauté graphique Café salé (CFSL), Dobbs contribue également en 2011 à l'ouvrage collectif nommé Brume autour du thème de l’environnement (rassemblant 19 histoires complètes).
Plusieurs BD sortent en 2012 : le tome 1 de Loki avec Benjamin Loirat (sur la naissance de cette divinité nordique), le tome 1 de Scotland Yard avec Stéphane Perger (un travail sur la pègre londonienne du XIXe siècle) et le tome 2 du western historique 'Alamo. En parallèle, Dobbs continue d'enseigner l'histoire du cinéma et l'analyse d'images dans une école de cinéma/animation à Montpellier.
Entre 2013 et 2015, les tomes 2 de Scotland Yard et de Loki sortent, ainsi que le manga Bworker (un one-shot situé dans l'univers du jeu Dofus pour l'éditeur Ankama) et une BD collective sur le centenaire de la Première Guerre mondiale (en coopération avec l'Institut Français de Serbie). 
En 2016 - 2017, plusieurs BD sortent chez Ankama et Glénat, dont une collaboration pour les Univers de Wul (avec de nouveau Stéphane Perger) ainsi que des adaptations de plusieurs romans de Herbert George Wells. En 2018, sa collaboration avec le dessinateur chinois Chaiko se concrétise par deux albums : la biographie de François 1er ainsi que le tome 1 de l'adaptation des aventures de Nicolas Le Floch du romancier Jean-François Parot.
En 2019, l'éditeur Comix Buro lance une série d'albums basée sur les thèmes abordés dans l'émission de radio Rendez-vous avec X diffusée par France Inter. Dobbs, épaulé par le dessinateur Mr Fab, réalise le scénario du premier opus consacré au Débarquement de la baie des Cochons.
Après 2020, il signe plusieurs docu-BD, dont 2 tomes sur la ville de Montpellier et une anthologie sur les grande batailles de France, ainsi que plusieurs biographies éclectiques faisant les portraits de Molière, Alexei Leonov, Jesse James et Wild Bill Hickok. Il devient également Directeur Littéraire pour la toute nouvelle collection de l'éditeur Glénat - Les grandes batailles de chars, dont les premiers albums sortent en 2023.

### Jeu vidéo & audiovisuel
Enseignant-formateur en histoire du cinéma & bande dessinée pour plusieurs écoles spécialisées, Dobbs a aussi écrit et collaboré à différentes créations dans le secteur du jeu vidéo, du jeu de rôle, de la publicité et de l'animation. 
En 2017, il écrit une encyclopédie des méchants du 7e Art pour l'éditeur Hachette : Méchants, Les grandes figures du mal au cinéma et dans la pop culture...

### Publications BD
- 2002 - 2003 - Après la classe, avec Philippe Fenech, Le Journal de Mickey
- 2009
  - Welcome to Paradise, avec Simone Guglielmini, Carabas
  - Ed Gein[3], avec Alessandro Nespolino (couleurs Élodie Jacquemoire), Soleil Productions (dossier Tueurs en série)
- 2010
  - Ted Bundy, avec Alessandro Vitti (couleurs Ronan Le Maitre), Soleil Productions (dossier Tueurs en série)
  - Mister Hyde contre Frankenstein, avec Antonio Marinetti (couleurs Virginie Blancher & couverture Gérald Parel), Soleil Productions (collection 1800) - Tome 1 : La Dernière Nuit de Dieu - Tome 2 : La Chute de la maison Jekyll
  - 2010-2012 - Allan Quatermain, les Mines du roi Salomon, avec DimD, Soleil Productions (collection 1800) - Tome 1 : L'Equipée sauvage et Tome 2 : En territoire hostile
- 2011
  - Brume, épisode "Megacorp" avec Simon Quemener (dessins/couleurs), collectif CFSL/Ankama
  - 2010-2012 - Alamo, avec Fabio Pezzi et Darko Perović (couleurs Simon Quemener & couverture Gérald Parel), Soleil Productions (collection 1800) - Tome 1 : En première ligne et Tome 2 : Une aube rouge
- 2012
  - 2012-2013 : Scotland Yard, avec Stéphane Perger, Soleil Productions (collection 1800) - Tome 1 : Au cœur des ténèbres et Tome 2 : Poupées de sang
- 2012 - 2015 - Loki, avec Benjamin Loirat (couleurs Simon Quemener et Marcio Freire), Soleil Productions (collection Celtic) - Tome 1 : Le Feu sous la glace et Tome 2 : Le Dieu fourbe
- 2014 - Bworker, avec Ricardo Tercio, Ankama (collection Dofus Monster)
- 2015 - Lignes de front, épisode "Frères d'armes" avec Dragan Paunović, Institut Français de Serbie/System Comics
- 2016 - Odyssée sous contrôle, avec Stéphane Perger, Ankama (collection Les Univers de Stefan Wul)
- 2017
  - La Guerre des Mondes[1], avec Vicente Cifuentes (couleurs Matteo Vattani), Glénat (collection HG Wells) - 2 tomes
  - La Machine à explorer le temps[1], avec Mathieu Moreau, Glénat (collection HG Wells)
  - L'Homme invisible[1], avec Chris Regnault, Glénat (collection HG Wells) - 2 tomes
  - L'Île du docteur Moreau[1], avec Fabrizio Fiorentino, Glénat (collection HG Wells)
- 2018
  - L'Ombre d'antan : récits de la Grande Guerre, collectif, Inukshuk Editions
  - François 1er, avec Chaiko Tsai, Glénat (collection Ils ont fait l'Histoire)
  - Nicolas Le Floch, L'énigme des Blancs-Manteaux, tome 1, avec Chaiko Tsai, Hachette (label Robinson)
  - La Bête humaine, avec Germano Giorgiani, Hachette (label Robinson)
- 2019
  - Rendez-vous avec X : La Baie des cochons[4] avec Mr Fab, cahier documentaire de Patrick Pesnot, Comix Buro
  - Nicolas Le Floch, L'homme au ventre de plomb, tome 2, avec Chaiko Tsai, Hachette (label Robinson)
  - Jean-Paul II, N'ayez pas peur, avec Fabrizio Fiorentino et Bernard Lecomte, Glénat (collection Un pape dans l'Histoire)
- 2020
  - Sa Majesté des Ours - Tome 1 : les Colonnes de Garuda, avec Olivier Vatine et Didier Cassegrain, Comix Buro
  - Hit the Road[5],[6], avec Afif Khaled, Comix Buro
  - Rendez-vous avec X : Dien Bien Phu, avec Mr Fab, cahier documentaire de Patrick Pesnot, Comix Buro
  - Montpellier tome 1 : de la Préhistoire à Rabelais[7], collectif, Petit à Petit
- 2021
  - Sa Majesté des Ours - Tome 2 : Nous tomberons ensemble, avec Olivier Vatine et Didier Cassegrain, Comix Buro
  - Nicolas Le Floch, Intégrale BD en coffret 3 tomes, avec Chaiko Tsai et Eric Corbeyran, Hachette (label Robinson)
- 2022
  - Montpellier tome 2 : des guerres de religion à nos jours, collectif, Petit à Petit
  - Jesse James, avec Chris Regnault, Glénat - Fayard (collection La véritable histoire du Far-west)
  - Wild Bill Hicock, avec Ennio Bufi, Glénat - Fayard (collection La véritable histoire du Far-west)
  - Molière, avec Suzie Sordi et Thomas Balard - Petit à Petit
  - Leonov, avec Antonello Becciu, Passés composés (collection Biopic)
- 2023
  - Alea Drumman tome 1 : l'Héritage de Barbe Noire, avec Siamh et Looky, Glénat
  - Les Ardennes - Lâchez les fauves !, avec Fabrizio Fiorentino, Glénat - Musée des Blindés (collection Les grandes batailles de chars)
  - Souviens-toi que tu vas mourir, avec Nicola Genzianella, Comix Buro
  - Koursk : Hitler ne passera pas !, avec Antonello Becciu, Glénat - Musée des Blindés (collection Les grandes batailles de chars)
  - 13 Batailles : une histoire de France, collectif, Passés composés
- 2024
  - Alea Drumman tome 2 : Afin que meure la bête, avec Siamh et Looky, Glénat

### Autres publications
Plusieurs contributions et collaborations dans des ouvrages de sociologie criminelle et d'histoire du cinéma (PUF, CinémAction...).
- 2017 - Méchants : Les grandes figures du Mal dans la pop culture[8],[9], (Hachette Heroes)